# KakaoTalk
KakaoTalk (кор. 카카오톡) — бесплатное мобильное приложение для мгновенного обмена сообщениями для смартфонов. Позволяет бесплатно обмениваться текстовыми сообщениями и бесплатно звонить. Первая версия была выпущена 18 марта 2010 года. В настоящий момент приложение доступно на мобильных телефонах с операционными системами iOS, Android, а также на PC. На апрель 2014 года приложение доступно на 15 языках, и у него 140 миллионов пользователей. В Южной Корее программой KakaoTalk пользуются 93 % владельцев смартфонов.
Приложение было разработано южнокорейской фирмой Kakao Corp., которая в октябре 2014 года объединилась с Daum Communications в единую компанию Daum Kakao.

## Влияние

### Корея
Одиночный чат — это своего рода открытый чат, где собирается множество анонимных людей, чтобы поговорить на определенные темы, общаясь только изображениями, без использования текста или смайликов. Другими словами, это создание истории только из изображений. Подобные чаты возникли, когда стал популярным открытый чат, в котором без слов обмениваются фотографиями еды. По мере того как популярность «уединенных чатов» на тему знаменитостей росла, знаменитости сами заходили в чаты.

### Международный
KakaoTalk доступен на 15 языках и используется более чем в 130 странах.
26 июля 2011 года Kakao Corp. учредила японскую корпорацию Kakao Japan и назначила Ча-Джин Пак своим представителем. По словам представителей компании, приложение очень активно используется в Японии. Когда 11 марта 2011 года в Японии произошло сильное землетрясение, трафик обмена сообщениями KakaoTalk в Японии резко вырос, поскольку миллионы людей стремились подтвердить безопасность друзей и семьи. KakaoTalk сыграл важную роль в качестве метода связи на основе сети передачи данных; он успешно заменил вышедшие из строя проводные и беспроводные сети и помог соединить пострадавших от стихийных бедствий.